# 陳名岳
陳名岳（？—？），號五冲，福建兴化府莆田县人，盐籍，明朝政治人物。

## 生平
万历二十二年（1594年）甲午科福建乡试第三十八名舉人，二十九年（1601年）辛丑科三甲二百十二名進士，都察院觀政，三十一年授行人司行人，五月与太常寺少卿赵崇善一起奉使往江西，封益府安义、罗川二王。三十三年再次为副使，册封唐府安阳王妃胡氏，三十四年七月奉命护送首辅沈一贯归乡养病。

## 家族
曾祖陳泮。祖父陳大勳，陸川典史。父陳兆瑞。